# Наджран (административный округ)
Наджра́н (араб. نجران‎) — административный район на юге Саудовской Аравии.
- Административный центр — город Наджран.
- Площадь — 149 511 км², население — 505 652 человек (2010 год).

Административный район Наджран является неким подобием автономии в составе Саудовской Аравии.

## География
На востоке граничит с административным округом Эш-Шаркия (Восточной провинцией), на севере с административным округом Эр-Рияд, на западе с административным округом Асир, на юге с Йеменом.

## История
В составе Саудовской Аравии с 1931 года; Наджран отторгнут саудовцами у Йемена.
Во время объединения Саудовской Аравии основатель страны король Абдель Азиз не сумел подчинить себе племя бану-ям, проживающее на территории провинции. В итоге было заключено соглашение, по которому Наджран входит в состав королевства с определёнными свободами.
В 2000 году в административном округе вспыхнуло вооружённое восстание исмаилитов, так как по их мнению наследный принц Абдалла (ныне покойный король) не соблюдал условия договора о вхождении Наджрана в состав Саудовской Аравии. Восстание было подавлено.
В 2015 году саудовское оппозиционное движение «Ахрар Эн-Наджран» захватило военную базу в Эль-Машалии в округе Наджран.

## Религия
Административный округ Наджран населён в основном шиитами исмаилитского толка

## Административное деление
Административный округ делится на 8 мухафаз (в скобках население на 2010 год):
1. Аль-Хархир (4 015)
2. Бадр Аль-Януб (11 117)
3. Хубуна (20 400)
4. Хубаш (22 133)
5. Найран (329 112)
6. Шарура (85 977)
7. Тхар (16 047)
8. Ядамах (16 851)

## Администрация
Во главе административного округа (ранее провинции) стоит наместник с титулом эмира, назначаемый королём из числа принцев династии Аль Сауд.

### Эмиры
Эмиры минтаки (губернаторы провинции)
- 1935—1937, 1955—1965 гг. Ибрахим бин Абд ар-Рахман ан-Нашми[араб.]
- 1980—1986 гг. Халид бин Ахмад[араб.] ас-Судайри
- 1986—1997 гг. Фахд бин Халид[араб.] ас-Судайри
- 1997—2008 гг. принц Мишал ибн Сауд Аль Сауд, сын короля Сауда
- 2009—2013 гг. принц Мишааль ибн Абдалла Аль Сауд, сын короля Абдаллаха
- 2013—наст.время принц Джалави бин Абдул-Азиз бин Мусаид Аль Сауд